# Vespertine
Vespertine —en español: Vespertino— es el cuarto álbum de estudio de la cantautora islandesa Björk, lanzado el 27 de agosto de 2001, a través de One Little Indian Records. Fue grabado en España, Islandia y los Estados Unidos en 2000; la producción comenzó durante el rodaje de Dancer in the Dark, que se caracterizó por los conflictos entre la cantante y el director Lars von Trier. Björk, un coffee table book homónimo que contiene fotografías de la cantante a lo largo de su carrera, fue lanzado simultáneamente con el álbum. El álbum alcanzó el número 19 en el Billboard 200 en los EE.UU. y en el número 8 en el UK Albums Chart británico. El disco fue certificado Oro en Canadá, Francia y el Reino Unido.
Björk quería hacer un álbum con sonido íntimo, invernal y doméstico. Con la creciente popularidad de Napster y las descargas de música, decidió utilizar instrumentos cuyo sonido no se vería comprometido al ser descargado y reproducido en una computadora: estos incluyen el arpa -tocada por Zeena Parkins-, la celesta, el clavicordio y las cajas de música, estas últimas fueron fabricadas por encargo; también hay una alta presencia de arreglos de instrumentos de cuerda. En Vespertine, Björk también añadió "microritmos" elaborados a partir del sampleado de cartas siendo barajadas y hielo rompiéndose, entre otros sonidos hogareños con la ayuda del dúo Matmos. Líricamente, gira en torno al sexo y el amor -a veces explícitamente-, inspirado por la nueva relación de la cantante con Matthew Barney. Otras fuentes líricas incluyen un poema de E. E. Cummings, la obra Crave de Sarah Kane y el colaborador Harmony Korine. El sonido de Vespertine reflejó el nuevo interés de Björk en la música de artistas como Thomas Knak, quien también se alistó como productor.
Vespertine fue ampliamente aclamado por la crítica. Los elogios se centraron en su ánimo íntimo y erótico, y experimentación sonora. El disco ha aparecido en varias listas de publicaciones de los mejores álbumes de 2001 y de los mejores discos de la década, y a menudo fue considerado el mejor álbum de Björk hasta el momento. El álbum ha llegado a ser considerado uno de los mejores de la historia por publicaciones como NME, Fnac y el periodista Paul Morley, y está incluido en el libro 1001 Discos que Hay que Escuchar Antes de Morir.

## Desarrollo
| "El campo de sonido Björkiano es en gran medida como siempre: ritmos resbaladizos, cálidos tonos de teclado, discretos pulsos "laptronic", arpas tintineantes, cuerdas silbantes, un mallado general de texturas orgánicas y sintéticas. Pero su paleta sonora única es aprovechada aquí al servicio del sobrecogimiento silencioso: la intimidad como de seno materno y el éxtasis ocasional. —Wondering Sound describiendo el sonido de Vespertine. |

El título inicial para el álbum fue Domestika. Una canción titulada «Domestica» (originalmente titulada «Lost Keys») fue incluida en lado B del sencillo de «Pagan Poetry». Björk declaró que ella decidió llamar al álbum «Vespertine» en lugar de «Domestika» porque el título es ideal para el aspecto oracionero del álbum, cuando ella buscó algo, mientras pensó que «Domestika» se trataba tan literalmente con un elemento doméstico.
Björk uso una colección de objetos sampleados para crear ritmos y paisajes sonoros en un número de canciones en Vespertine, un arrastre de cartas en «Cocoon» y «Hidden Place»; nieve siendo retirada con una pala en «Aurora», y hielo siendo golpeada y quebrada en «Frosti». La letra para «An Echo, A Stain» están basadas en la obra Crave de Sarah Kane. Björk adaptó las letras de «Sun in My Mouth» del poema I Will Wade Out de E. E. Cummings. La palabra «sea-girls» (niñas marinas) es cambiada a «seagulls» (gaviotas) y las últimas líneas del poema son omitidas. Los instrumentales en «Heirloom» es una canción de Console titulada «Crabcraft». Varios programas de etiquetas avanzada de CD, como Gracenote, nombran la canción «Heirloom» como «Crabcraft» cuando el álbum es puesto dentro de la computadora. Las letras de «Harm of Will» fueron escritas por Harmony Korine y son supuestamente sobre Will Oldham, un cantante y actor norteamericano de música folk/country. La última canción en el álbum, «Unison», usa un sample del coro de la Catedral de San Paulo cantando un segmento de Viri Galilaei de Patrick Gowers grabado en 1994.
«Hidden Place», «Pagan Poetry» y «Cocoon» fueron lanzadas como sencillos del álbum. «It's Not Up to You» debía ser como el cuarto sencillo. Una etiqueta en la tapa del cedé indica «incluye "Hidden Place" y "It's Not Up to You"», pero jamás se hizo ese lanzamiento, debido al nacimiento de Isadora, hija de Björk.
Vespertine era el álbum más largo de Björk, con 55:33 hasta que salió en 2015 Vulnicura, con 58:36 minutos de duración, posteriormente en 2017, salió Utopia con 71:38 minutos de duración.

### Primeras versiones
Las primeras versiones del álbum fueron filtradas en internet con algunas diferencias al lanzamiento final. Las canciones estaban en un orden diferente, la canción «It's in Our Hands» fue originalmente incluida (reemplazado por el instrumental «Frosti» en la versión final), la canción It´s Not Up to You no fue incluida, y algunas canciones aparecieron bajos títulos diferentes, incluyendo «Pagan Poetry» («Blueprint»), «Cocoon» («Mouth») y «Heirloom» («Crabcraft» o «New»). También se incluyó un remix de «An Echo, a Stain».

## Portada
La portada de Vespertine, muestra a Björk acostada sobre una superficie de roca al lado de una piscina, cubriendo sus ojos del Sol con un brazo y vistiendo el famoso vestido de cisne diseñado por Marjan Pejoski que causó revuelo en los Premios Óscar de 2001. La fotografía en blanco y negro fue tomada por el dúo de fotografía de modas neerlandés Inez van Lamsweerde y Vinoodh Matadin en abril del 2001. Encima de la imagen de la cantante se encuentra una ilustración de un cisne y el nombre del álbum, obra de M/M Paris. Björk ha dicho: "Realmente no sé por qué estoy obsesionada con los cisnes, pero como ya he dicho, todo acerca de mi nuevo álbum es sobre el invierno y son una especie de ave blanca, invernal. Obviamente muy románticos, siendo monógamos".

## Comentarios de Björk sobreVespertine
- «Vespertine es un pequeño insecto levantándose de las cenizas».
- «Suena como una grabación invernal. Si te despertaras en medio de la noche, y sales a tu jardín, todo lo que pasa ahí no se tiene ningún conocimiento. Ese el estado de ánimo que intentó obtener. Los buhos de nieve representa eso muy bien».
- «Estuve aburrida de los tonos fuertes. Ya escuché un montón de eso, hasta los drill'n'bass, un montón de Rephlex, la mierda cortada más mental que puedes encontrar. Esto es más música folk electrónica, música para la casa. Es cursi hacer una banda sonora para un preparando un emparedado, pero me gusta bastante. Por mucho tiempo he querido algunos susurros. Fue una marca de agua en comparación al aceite. Pero "Pagan Poetry" fue la última canción que hice, y estuve hambrienta por algo físico otra vez.»
- «Colaboré coleccionando junto todos los ruidos que conozco que son como hibernando y que suena como si estuviera dentro de tu cabeza. Voy adivinar que Vespertine para mí fue algo realmente, realmente, realmente interno e intente crear música con resoplidos y susurros y cajas de música.»

## Respuesta crítica
Vespertine fue ampliamente aclamado por los críticos de música. Ambos Phipps Keith de The A.V. Club y David Fricke de la revista Rolling Stone nombró a Vespertine como el mejor álbum de Björk hasta la fecha. Allmusic dijo que «Vespertine no es simplemente hermosa, sino que demuestra que en manos de Björk, la intimidad puede ser tan convincente como las emociones más fuertes», mientras que Sal Cinquemani de Slant Magazine dijo que el álbum es «nada menos que brillante». Nude as the News aclamó Vespertine diciendo: «Una banda sonora misteriosa, mágica y hermosa; similar a Homogenic, pero en un sentimiento, alegre y lleno de amor». Billboard comentó sobre el álbum diciendo que «esta íntima, a menudo impresionante y hermosa colección (principalmente producida por la misma artista, busca un alivio en la calma después de una tormeta». Ian Wade también elogió el álbum adjudicando 9 estrellas sobre 10. Una revisión más tibia provino de Pitchfork Media que pensaban que «Aunque sin duda hermosa, Vespertine falla en dar a la música electrónica de la progresiva presión que recibió en los álbumes anteriores de Björk» y que el álbum «está lleno de igualdad».
En Metacritic, que asigna una calificación sobre 100, Vespertine actualmente tiene una calificación de 88/100, lo que indica la «aclamación universal». El álbum también está en el puesto #55 en los 200 álbumes mejor vistos en Metacritic. También fue nominado como Mejor Álbum Alternativo en los Premios Grammy de 2002. Recientemente el webzine musical Drowned in Sound llamó a Vespertine el álbum número uno en los últimos seis años de no atraer la atención de la prensa. Stylus Magazine lo puso en el puesto 36 en su "Top 50 Albums: 2000-2005». Vespertine también fue seleccionado como uno de los 1001 discos que debes oír antes de morir. El disco fue calificado también por Slant Magazine como el tercer mejor álbum de la década de 2000.
Pitchfork Media colocó a Vespertine en el número 92 en su lista de 200 mejores álbumes de la década de 2000. El álbum alcanzó el puesto número ocho en las listas británicas y en el número 19 en el Billboard 200 de los Estados Unidos. También alcanzó el número uno en España, Francia y Noruega, y había vendido dos millones de copias a finales de 2001. El álbum se colocó en el número 67 en la lista de los 100 mejores álbumes de la década a finales de 2009 lanzado por Rolling Stone.

## Lista de canciones
| Vespertine |                      |                                  |                                              |          |  |
| N.º        | Título               | Escritor(es)                     | Productor                                    | Duración |  |
| 1.         | «Hidden Place»       | Björk                            | Björk                                        | 5:29     |  |
| 2.         | «Cocoon»             | Björk, Thomas Knak               | Björk y Thomas Knak                          | 4:27     |  |
| 3.         | «It's Not Up to You» | Björk                            | Björk y Mark "Spike" Stent                   | 5:09     |  |
| 4.         | «Undo»               | Björk, Knak                      | Björk                                        | 5:38     |  |
| 5.         | «Pagan Poetry»       | Björk                            | Björk y Marius de Vries Producción adicional | 5:14     |  |
| 6.         | «Frosti»             | Björk                            | Björk                                        | 1:59     |  |
| 7.         | «Aurora»             | Björk                            | Björk                                        | 4:39     |  |
| 8.         | «An Echo, a Stain»   | Björk, Sigsworth                 | Björk                                        | 4:04     |  |
| 9.         | «Sun in My Mouth»    | Björk, Sigsworth                 | Björk                                        | 2:40     |  |
| 10.        | «Heirloom»           | Björk, Console)                  | Björk y Martin Console                       | 5:12     |  |
| 11.        | «Harm of Will»       | Björk, Sigsworth, Harmony Korine | Björk                                        | 4:37     |  |
| 12.        | «Unison»             | Björk                            | Björk                                        | 6:48     |  |
| 55:33      |                      |                                  |                                              |          |  |

| Vespertine edición japonesa |                       |                      |          |  |
| N.º                         | Título                | Escritor(es)         | Duración |  |
| 13.                         | «Generous Palmstroke» | Björk, Zeena Parkins | 4:24     |  |
| 59:57                       |                       |                      |          |  |

Se barajaba que "It's Not Up To You" fuera el cuarto single pero no se pudo realizar por el nacimiento de Ísadora, la segunda hija de Björk.

## Premios y nominaciones
Vespertine fue nominado en distintas ceremonias de premiación. A continuación, una lista con algunas de las candidaturas que obtuvo el álbum:
| Año  | Ceremonia de premiación          | Premio                            | Resultado | Ref.   |
| ---- | -------------------------------- | --------------------------------- | --------- | ------ |
| 2001 | Premios de la Música de Islandia | Álbum del año                     | Nominado  | [ 16 ] |
| 2002 | Premios Grammy                   | Mejor álbum de música alternativa | Nominado  | [ 17 ] |
| 2002 | Premio de música Shortlist       | Mejor álbum                       | Nominado  | [ 18 ] |

## Créditos y personal
- Björk – productor, programación, programación de ritmo, líneas de bajo, arreglo de cuerda, arreglos de coro, arreglos de arpa, arreglos de caja de música, edición vocal
- Valgeir Sigurðsson – programación, programación de ritmo, ProTools, ingeniero
- Martin Gretschmann  – productor, programación
- Jake Davies – programación, ProTools, ingeniero
- Matthew Herbert – programación
- Leigh Jamieson – ProTools
- Thomas Knak – producción, programación
- Jan "Stan" Kybert – ProTools
- Matmos – programación, programación de ritmoprogramming, beat programming
- Vince Mendoza – arreglos de cuerda, arreglos de coro, dirección de orquesta
- Zeena Parkins – arpa, arreglos de arpa
- Jack Perron – adaptación para caja de música
- Guy Sigsworth – programación, programación de ritmo, celesta, arreglo de celesta, clavicordio, arreglos de clavicordio, arreglos de coro
- Mark "Spike" Stent – mezcla
- Damian Taylor – programación, programación de ritmo, ProTools
- Caryl Thomas – arpa
- Marius de Vries – productor, programación, programación de ritmo
- M/M (Paris) – dirección de arte, diseño e ilustración
- Inez van Lamsweerde & Vinoodh Matadin – fotografía
- Patrick Gowers – compositor vocal y arreglos de órganos en «Unison»
- St. Paul's Cathedral Choir, conducido por John Scott – Coro en «Unison»

## Posición en listas
| Año  | Detalles del álbum                                                                                  | Posición más alta | Posición más alta | Posición más alta | Posición más alta | Posición más alta | Posición más alta | Posición más alta | Posición más alta | Posición más alta | Posición más alta | Certificación (Ventas)          |
| Año  | Detalles del álbum                                                                                  | UK                | US                | AUS               | FRA               | CAN               | JPN               | SWE               | NOR               | GER               | ESP               | Certificación (Ventas)          |
| ---- | --------------------------------------------------------------------------------------------------- | ----------------- | ----------------- | ----------------- | ----------------- | ----------------- | ----------------- | ----------------- | ----------------- | ----------------- | ----------------- | ------------------------------- |
| 2001 | Vespertine - Quinto álbum de estudio - Lanzamiento: 27 de agosto de 2001 - Sello: One Little Indian | 8                 | 19                | 9                 | 1                 | 2                 | 6                 | 7                 | 1                 | 3                 | 1                 | - US: Oro - UK: Plata - CA: Oro |

| País           | Certificación |
| -------------- | ------------- |
| Estados Unidos | Oro           |
| Canadá         | Oro           |
| España         | Oro           |
| Francia        | Platino       |
| Suecia         | Oro           |
| Reino Unido    | Plata         |